# 旭州
旭州（きょくしゅう）は、中国にかつて存在した州。
577年（建徳6年）、北周により河州鶏鳴防に旭州が設置された。605年（大業元年）、隋により廃止され、その管轄区域は洮州に移管された。

## 下部行政区画
- 通義郡
  - 金城県
- 広恩郡
  - 広恩県